# Ханја
Ханја (ест. Haanja kõrgustik) моренско је узвишење у виду побрђа на крајњем југоистоку Естоније (округ Вирума). Са надморском висином од 318 метара (брдо Сур Мунамаги) Ханја је највише део, не само Естоније, него целог прибалтичког простора. На југу се даље наставља на побрђе Алуксне у Летонији, док се његов југоисточни део налази на територији Печорског рејона Псковске области Русије. 
Преко побрђа, у смеру североисток-југозапад, прелази друмски правац Псков-Рига, односно друмски правац Псков-Тарту. 
Највиша тачка је брдо Сур Мунамаги (ест. Suur-Munamägi), а важнија узвишења су још и Валамаги (ест. Vällamägi) са надморском висином од 304 метра, Керекуну (ест. Kerekunnu) на 296 метара и Цалбамаги (ест. Tsälbamägi) на 293 метра. На побрђу Ханја свој ток започиње неколико река које теку у три правца, у смеру Псковског и Чудског језера, те Финског залива. 